# 14-es busz (Eger)
Az egri 14-es jelzésű autóbusz Lajosváros és Berva között közlekedik, a felnémeti ófalut (Pásztorvölgy) oda-vissza körbejárja az óramutató járásával ellentétes irányban. A viszonylatot a Volánbusz üzemelteti.

## Útvonala
| Berva felé | Lajosváros felé |
| --- | --- |
| Lajosváros vá. – Mátyás király út – Deák Ferenc utca – Eszterházy tér – Törvényház utca – Barkóczy utca – Csiky Sándor utca – Széchenyi István utca – Ráckapu tér – II. Rákóczi Ferenc utca – Egri utca – Kovács Jakab utca – Felvégi utca – Pásztorvölgy utca – Béke utca – József Attila utca – Alvégi utca – Kovács Jakab utca – Egri utca – Tárkányi út – Bervai út – Berva vá. | Berva vá. – Bervai út – Tárkányi út – Egri utca – Kovács Jakab utca – Felvégi utca – Pásztorvölgy utca – Béke utca – József Attila utca – Alvégi utca – Kovács Jakab utca – Egri utca – II. Rákóczi Ferenc utca – Ráckapu tér – Széchenyi István utca – Csiky Sándor utca – Barkóczy utca – Törvényház utca – Eszterházy tér – Deák Ferenc utca – Mátyás király út – Lajosváros vá. |

## Megállóhelyei
Az átszállási kapcsolatok között az azonos útvonalon, de a felnémeti ófalu betérés nélkül közlekedő 14E busz nincs feltüntetve.
| 14 (Lajosváros – Berva) |                                  |          |                                                                                                |
| Perc (↓)                | Megállóhely                      | Perc (↑) | Megállóhelyet érintő járatok                                                                   |
| 0                       | Lajosváros végállomás            | 40       | 3, 3A, 4, 6, 11, 12, 13, 16                                                                    |
| ∫                       | Mátyás király út                 | 38       | 3, 3A, 6, 11, 12, 13, 113                                                                      |
| ∫                       | Veres Péter út                   | 37       | 3, 3A, 6, 11, 12, 13, 113                                                                      |
| 1                       | Tompa utca                       | 36       | 3, 3A, 6, 11, 12, 13, 16, 112, 113, 3410 Helyközi buszok Távolsági járatok                     |
| 3                       | Aradi út                         | 35       | 3, 3A, 6, 11, 12, 13, 16, 112, 113, 3410                                                       |
| 4                       | Nagyváradi út                    | 33       | 3, 3A, 6, 11, 12, 13, 16, 112, 113, 3410 Helyközi buszok Távolsági járatok                     |
| 5                       | Galagonyás utca                  | 32       | 3, 3A, 6, 11, 12, 13, 16, 112, 113, 3410                                                       |
| ∫                       | Széna tér                        | 31       | 3, 3A, 6, 11, 12, 13, 112, 113, 3410                                                           |
| 7                       | Vasútállomás, bejárati út        | 30       | 11, 12, 13, 112, 113, 3410 Helyközi buszok Távolsági járatok                                   |
| 8                       | Sportpálya, bejárati út          | ∫        | 2, 2A, 11, 12, 112, 3410 Helyközi buszok                                                       |
| 10                      | Színház                          | 28       | 2, 2A, 7, 7A, 11, 12, 112, 3410 Helyközi buszok Távolsági járatok                              |
| ∫                       | Bazilika                         | 27       | 2, 2A, 4, 5, 5A, 6, 7, 7A, 11, 12, 112, 3405, 3406, 3410                                       |
| 12                      | Autóbusz-állomás                 | 26       | 2, 2A, 4, 5, 5A, 6, 7, 7A, 11, 12, 16, 112, 3405, 3406, 3410 Helyközi buszok Távolsági járatok |
| 14                      | Dobó Gimnázium                   | 24       | 2, 2A, 5, 5A, 6, 7, 7A, 11, 12, 16, 112, 3405, 3406 Távolsági járatok                          |
| 16                      | Tűzoltó tér                      | 22       | 2, 2A, 5, 5A, 6, 7, 7A, 11, 12, 16, 112, 3405, 3406                                            |
| 17                      | Ráckapu tér                      | ∫        | 11                                                                                             |
| 18                      | Garzonház                        | 20       | 4, 7, 11, 13, 113, 3410 Helyközi buszok                                                        |
| 20                      | Kővágó tér                       | 19       | 4, 7, 11, 13, 113, 3410 Helyközi buszok Távolsági járatok                                      |
| 21                      | Shell kút                        | 18       | 4, 7, 11, 12, 13, 112, 113, 3410 Helyközi buszok                                               |
| 23                      | Nagylapos                        | 16       | 3, 4, 11, 16, 3405, 3410 Helyközi buszok Távolsági járatok                                     |
| 24                      | Felnémet, Egri út                | 15       | 3, 4, 11, 16, 3405, 3410                                                                       |
| 25                      | Felnémet, felsőtárkányi elágazás | 14       | 3, 4, 11, 16, 3405, 3410 Helyközi buszok Távolsági járatok                                     |
| 26                      | Alvégi utca                      | ∫        | 3, 4, 11, 16                                                                                   |
| 27                      | Felnémet, Kovácsi Jakab út       | ∫        | 3, 4, 11, 16                                                                                   |
| 28                      | Felnémet, Felvégi út             | ∫        | 3, 4, 11, 16                                                                                   |
| 29                      | Felnémet, Pásztorvölgy lakótelep | ∫        | 3, 4, 11, 16                                                                                   |
| 30                      | Felnémet, Béke út                | ∫        | 3, 4, 11                                                                                       |
| 31                      | Felnémet, József Attila utca     | 13       | 3, 4                                                                                           |
| ∫                       | Felnémet, Pásztorvölgy lakótelep | 12       | 3, 4, 11, 16                                                                                   |
| ∫                       | Felnémet, Béke út                | 11       | 3, 4, 11                                                                                       |
| ∫                       | Felnémet, Felvégi út             | 10       | 3, 4, 11, 16                                                                                   |
| ∫                       | Felnémet, Kovácsi Jakab út       | 9        | 3, 4, 11, 16                                                                                   |
| ∫                       | Alvégi utca                      | 8        | 3, 4, 11, 16                                                                                   |
| 33                      | Felnémet, Tárkányi út            | 6        | 3, 4, 11, 3405 Helyközi buszok Távolsági járatok                                               |
| 34                      | Felnémet, Sánc út                | 5        | 3, 4, 3405 Helyközi buszok                                                                     |
| 36                      | Bervai út                        | 3        | 3, 4                                                                                           |
| 37                      | Felnémet, kőbánya bejáró út      | 2        | 3, 4                                                                                           |
| 39                      | Berva végállomás                 | 0        | 3, 4                                                                                           |